# Береке (Ордабасинський район)
Береке́ (каз. Береке) — село у складі Ордабасинського району Туркестанської області Казахстану. Входить до складу Шубарського сільського округу.
До 1999 року село називалось Березовка.
Населення — 1259 осіб (2021; 1172 у 2009, 2305 у 1999, 1229 у 1989).